# Microrregión de Tangará de la Sierra
La microrregión de Tangará de la Serra es una de las microrregiones del estado brasileño de Mato Grosso perteneciente a la mesorregión Sudoeste Mato-Grossense. Su población fue estimada en 2006 por el IBGE en 138.202 habitantes y está dividida en cinco municipios. Posee un área total de 23.728,712 km².

## Municipios
- Barra del Bugres
- Denise
- Nueva Olímpia
- Porto Estrela
- Tangará da Serra

- Datos: Q2059985